# Raoul Charbonnel
Pour les articles homonymes, voir Charbonnel.

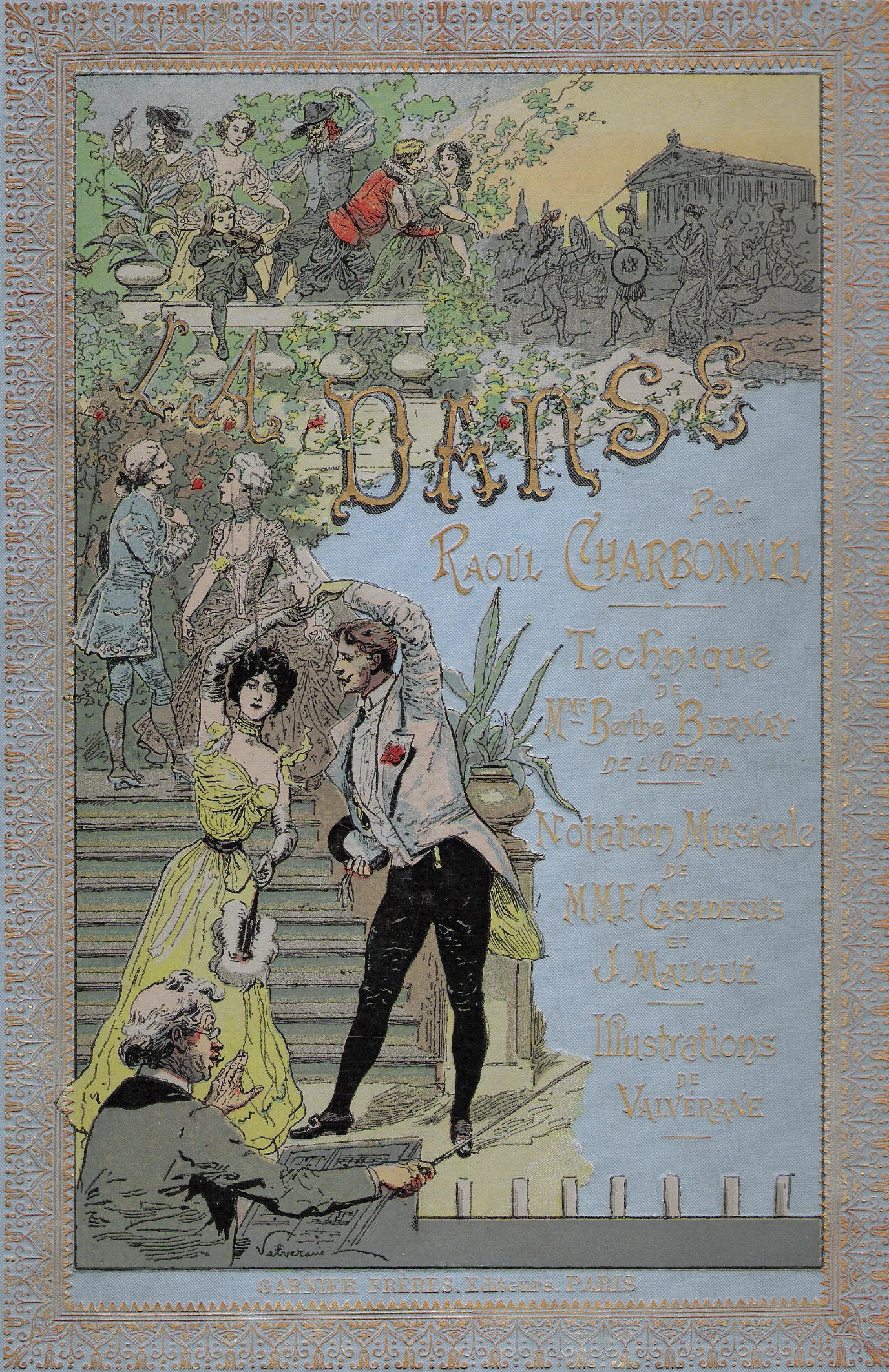
La Danse, Paris, 1899.

Raoul Charbonnel (né François-Joseph-Léon Charbonnel le 17 mai 1872 à Bort-les-Orgues et mort le 10 janvier 1946 à Paris 17e) est un journaliste, dramaturge et librettiste français, fondateur et directeur de La Vie financière.
En 1928, il est membre fondateur de l'Académie des gastronomes.

## Œuvres principales
- La Danse. Comment on dansait, comment on danse. Technique de Mme Berthe Bernay, professeur à l’Opéra. Notation musicale de MM. Francis Casadesus et Jules Maugué. Illustrations de M. Valvérane. Paris, Garnier frères, [1899].
- Le Moissonneur, drame en 5 actes (musique de Francis Casadesus), Paris, Librairie théâtrale, 1909.
- La Bergère aux champs (musique de Francis Casadesus), Paris, Heugel, s.d. [1910].
- Sur des ailes de papillon, rêverie (musique d'Émile Artaud), Paris, Moreau, 1911.
- La Chanson de Paris, pièce lyrique en 3 actes (musique de Francis Casadesus), Paris, Choudens, 1924 (création au Trianon lyrique le 11 novembre 1924).
- Bertrand de Born, pièce historique en quatre actes, en vers (musique de Francis Casadesus), Paris, Choudens, 1926.
- Le Messie d'amour, évangile en cinq actes et six tableaux (musique de Francis Casadesus), Paris, Choumine, 1929.
- La Corinthienne, pièce en 3 actes, en vers (musique de Francis Casadesus), Clément Courtois, s.d. [1931].
- Éloge du pape Clément VI, prononcé à l'Académie des gastronomes par le titulaire de son fauteuil, Mâcon, Protat frères, 1940.